# RV Tauri
Désignations
RV Tauri (en abrégé RV Tau) est une étoile de la constellation du Taureau. C'est une supergéante jaune et le prototype d'un type de variables pulsantes appelées variables de type RV Tauri.

## Variabilité
La variabilité de RV Tau fut découverte en 1905 par Lydia Ceraski sur des plaques prises par M. S. Blajko et en 1907 il était clair qu'elle avait des minima de luminosité qui alternant. Sur une période de 78,5 jours, elle présente deux maxima autour de la magnitude 9,5, un minimum autour de la magnitude 10,0, et un autre minimum plus faible d'environ 0,5 magnitude. Ce changement de luminosité est causé par des pulsations : sa température et son rayon varient, causant une certaine variation de luminosité mais principalement un décalage du rayonnement émis du visible vers l'infrarouge. Le type spectral varie en phase avec la température, étant classée G2 à son maximum de luminosité et M2 à son minimum. En plus de sa période fondamentale, RV Tauri montre aussi de faibles variations de sa luminosité moyenne sur une période de 1 216 jours. Les maxima et minima de chaque période varient de plusieurs dixièmes de magnitude sans régularité évidente.

## Visibilité
RV Tau est bien placée pour les observateurs de l'hémisphère nord durant les mois d'hiver, et les observations peuvent être faites de août à avril. Cependant elle est faible et située dans une zone mal définie du ciel entre les Pléiades et Beta Tauri (Elnath).

## Propriétés
La distance de RV Tau a été calculée par plusieurs méthodes, dont la modélisation de son atmosphère. On a montré que les étoiles de type RV Tauri suivent une relation période-luminosité, et celle-ci peut être utilisée pour confirmer leur luminosité et leur distance. Elles ont de faibles masses, mais ce sont des étoiles froides, étendues et de haute luminosité subissant une perte de masse importante. RV Tau a une luminosité de 3 700 L☉ mais sa classe de luminosité est celle d'une étoile supergéante lumineuse (Ia), indiquant la nature peu commune de son atmosphère.
Ses abondances de surface montrent en enrichissement en éléments lourds, dont on pense qu'ils ont été remontés en surface lors d'une précédente phase AGB. En particulier, le carbone apparaît être fortement en excès dans RV Tau.
RV Tau est entourée par un disque circumstellaire poussiéreux, une caractéristique commune aux variables de type RV Tauri. Il a été suggéré que la formation du disque est liée à la présence d'un compagnon, mais aucun ne lui a encore été détecté.

## Évolution
RV Tau est très probablement une étoile post-AGB, qui était à l'origine une étoile de type solaire et qui est maintenant dans les derniers stades de sa vie juste avant l'expulsion d'une nébuleuse planétaire et sa contraction en naine blanche. RV Tau montre un aperçu de la vie et de la mort d'étoiles telles que Soleil. Les modèles d'évolution montrent qu'il faut environ 10 milliards d'années à une étoile d'une masse solaire (1 M☉) pour atteindre le stade AGB.